# Eleição presidencial na Namíbia em 1999
A eleição presidencial namíbia de 1999 foi realizada entre os dias 30 de novembro e 1 de dezembro. Confirmando o favoritismo, o presidente em exercício e candidato à reeleição pelo partido governista SWAPO, Sam Nujoma, sagrou-se vencedor do pleito por ampla margem de votos, obtendo 76,85% dos votos válidos e vencendo a disputa em 11 dos 13 estados do país.

## Resultados eleitorais
| Candidatos presidenciais    | Partidos políticos                       | Ideologia partidária        | Espectro político           | Votos válidos | %      |
| --------------------------- | ---------------------------------------- | --------------------------- | --------------------------- | ------------- | ------ |
| Sam Nujoma                  | Organização do Povo do Sudoeste Africano | Socialismo                  | Esquerda                    | 414 096       | 76,85  |
| Benjamin Ulenga             | Congresso dos Democratas                 | Socialismo democrático      | Centro-esquerda             | 56 541        | 10,49  |
| Katuutire Kaura             | Aliança Democrática Turnhalle            | Liberalismo económico       | Centro-direita              | 51 939        | 9,64   |
| Justus Garoëb               | Frente Unida Democrática                 | Minoria damara              | Centro-direita              | 16 272        | 3,02   |
| Total de votos válidos      | Total de votos válidos                   | Total de votos válidos      | Total de votos válidos      | 538 848       | 98,79  |
| Votos em branco/nulos       | Votos em branco/nulos                    | Votos em branco/nulos       | Votos em branco/nulos       | 6 617         | 1,21   |
| Votos totais contabilizados | Votos totais contabilizados              | Votos totais contabilizados | Votos totais contabilizados | 545 465       | 100,00 |
| Eleitorado apto a votar     | Eleitorado apto a votar                  | Eleitorado apto a votar     | Eleitorado apto a votar     | 878 869       | 62,06  |